# EMD AEM-7形電気機関車
AEM-7は1978年から1988年にかけてアメリカ合衆国のアムトラックと通勤鉄道に投入された両運転台、車軸配置B-Bの電気機関車である。主要部品の大半はスウェーデンのASEA (現ABB) が製造しており、最終組立はアメリカのGM-EMDで行われた。アメリカ合衆国北東部のボストンとワシントンD.C.を結ぶ北東回廊、ペンシルベニア州のフィラデルフィアとハリスバーグを結ぶキーストーン回廊の運用に投入された。
鉄道ファンからは俗に「スウェーデン風ミートボール」、または箱型の車体形状から「トースター」とも呼ばれている。
2013年から2015年にかけてシーメンス製のACS-64 (Amtrak Cities Sprinter) が後継機として投入されるのに伴い、従来のAEM-7とHHP-8機関車は順次置き換えられる予定である。

## 歴史

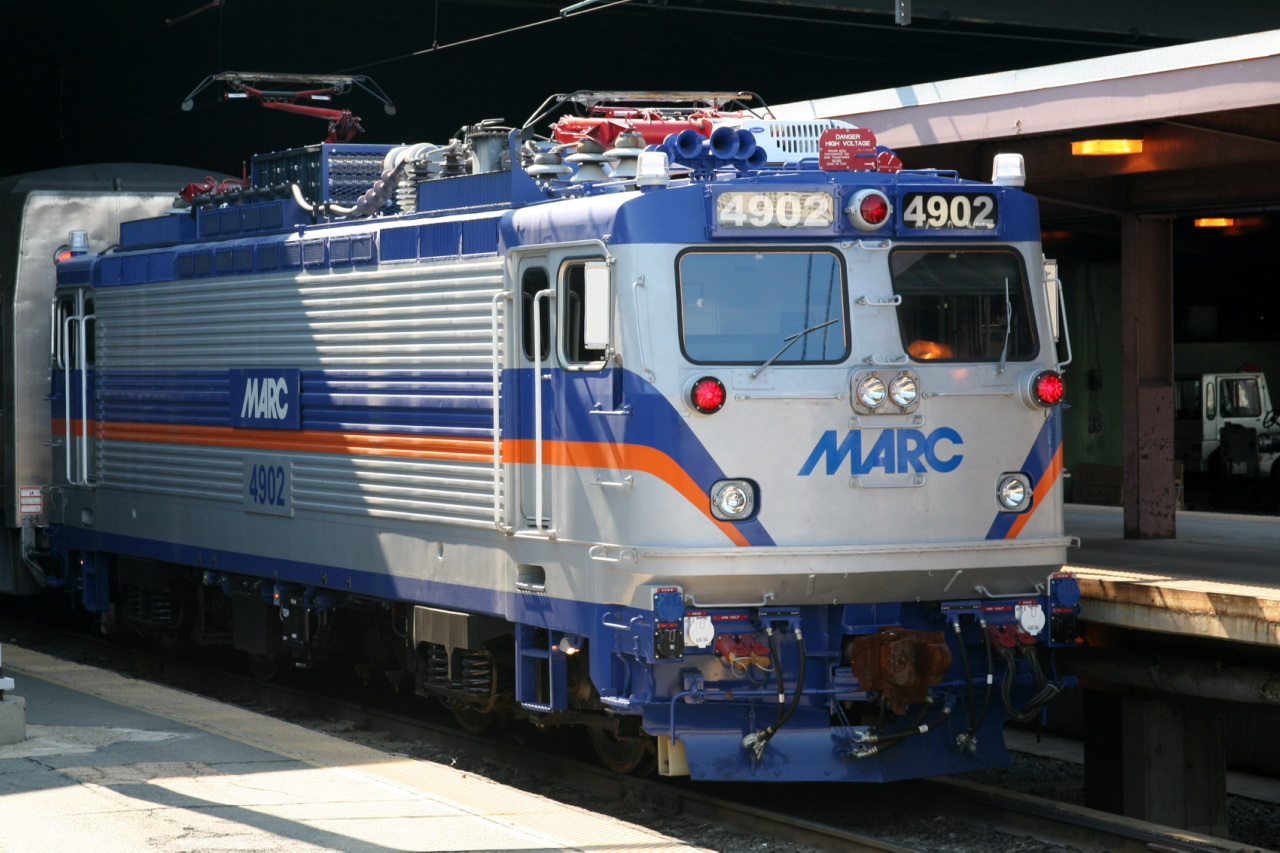
MARC鉄道のAEM-7

ペンシルバニア鉄道からアムトラックに引き継がれたGG1形電気機関車は、1970年代半ばの時点で登場から40年が経過し老朽化が進んでいた。アムトラックはこのGG1の置換えを目的にGE製のE60形電気機関車を26両投入したが、安全上の問題から最高速度が90mphに制限されたため、GG1の本格的な置き換えには至らなかった。
アムトラックはヨーロッパ製の高速電気機関車を導入する方針に転換し、1977年に性能比較を目的として2両の機関車をヨーロッパから借り入れた上で試運転を行った。1両はフランスのCC21000形をベースとしたX996号、もう1両はスウェーデンのRc4形をベースとしたX995号である。比較検討の結果アムトラックはスウェーデン製を選択し、これをベースとしたAEM-7機関車の量産が開始された。1977年に30両、1980年にも17両を追加発注している。
1978年よりGM-EMDにて製造を開始した。車体はバッド社が供給、台車や機械部品・電装品はスウェーデンから輸入されている。1979年に最初の1両が納入され、アムトラックの900号機として営業運転を開始した。
以降の46両 (901号 - 946号) も1980年から1982年の間に営業運転に投入され、GG1は置き換えにより定期運用から撤退した。1987年にも7両を追加発注しており、1988年の納入をもって製造を完了した。アムトラックに加えて通勤鉄道でも使用されており、1986年にMARC向けの4両 (4900号 - 4903号) が、1987年にもSEPTA向けの7両 (2301号 - 2307号) がそれぞれ投入されている。
アムトラックでは東部電化区間で37年の長きにわたって主力機として活躍し、のべ走行距離は2億2000万マイルにも達したが、ACS-64への置き換えが進んだことから2016年6月18日のさよなら運転をもって全機が引退した。915号機がペンシルベニア鉄道博物館で、945号機がイリノイ鉄道博物館で静態保存されている。

## 派生型式

### AEM-7AC

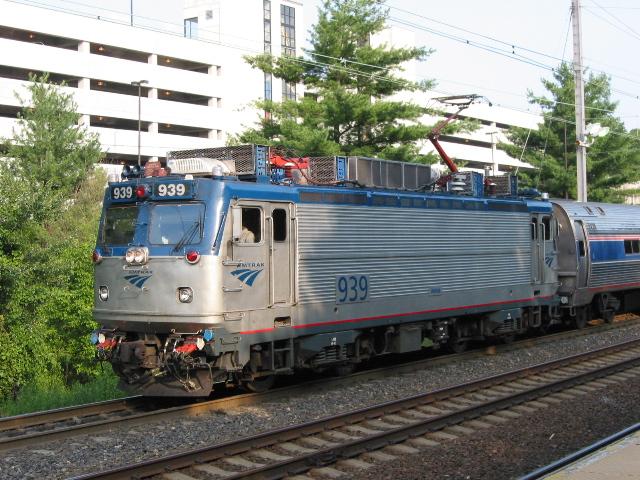
AEM-7AC

1999年から2002年にかけて、AEM-7の26両に更新工事が実施された。主な更新内容は主電動機の直流型から交流型への換装や運転台機器類の交換で、長編成列車における牽引力の向上が図られている。工事はアルストムと共同でデラウェア州ウィルミントンにあるアムトラックの工場にて行われ、アルストムにより交流モーターと運転台機器類が提供された。これらの更新車はAEM-7ACと呼称され、従来機は更新機との識別のためAEM-7DCと通称することもある。
電源装置には水冷式のIGBTモジュールを採用しており、機関車向けの5000kWに加えて客車に1000kWの電力を供給することができる。従来の直流機の客車への供給電力は500kWであったが、容量の拡大により客車12両分の電源供給が可能となっている。更新機の運転台には2つのモニターが設置されており、1つは列車運行業務の情報、もう1つは異常箇所発生時の情報の表示に使用される。
更新機は屋根上の機器配置と鐘の音が変更されているため、未更新機との識別は容易である。

### ALP-44

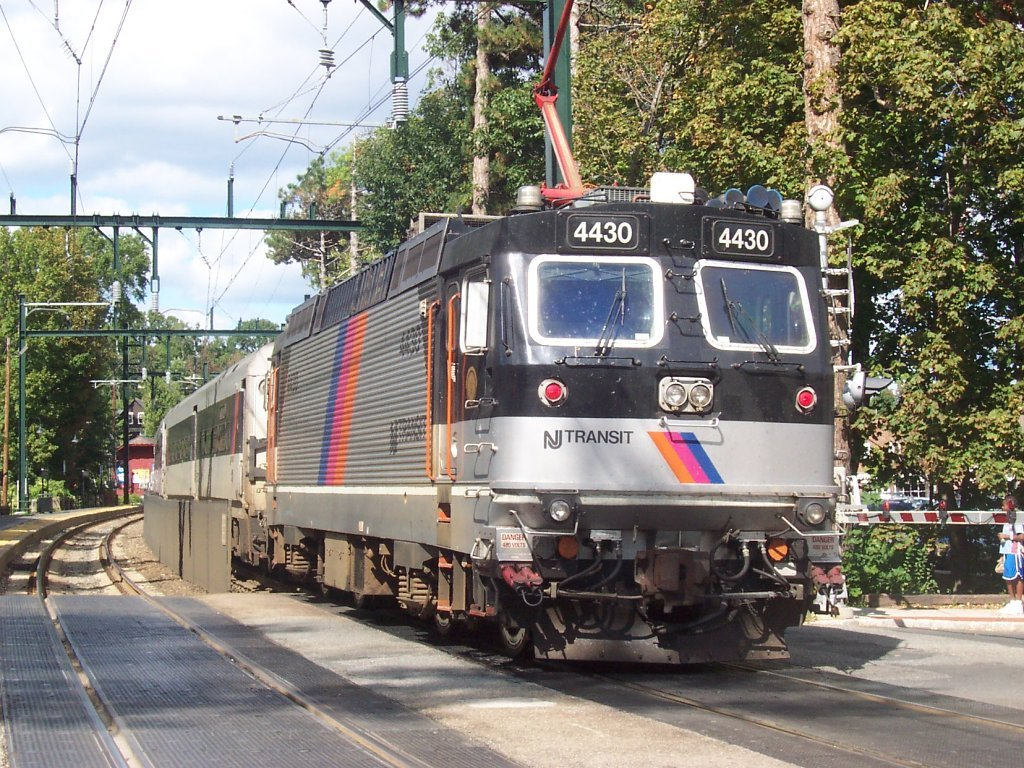
ニュージャージー・トランジットのALP-44

ALP-44はスウェーデンのABBが1990年から1996年にかけて製造した電気機関車である。アメリカのニュージャージー・トランジットに納入された。スウェーデン国鉄のRc6とRc7の設計に由来しており、外観もRc4をベースとしたAEM-7と類似している。
また、SEPTAにも1両が投入されており、同社のAEM-7と共通運用されている。